# Ioan Piuariu-Molnar
Ioan Piuariu-Molnar (alias Joseph Müller von Müllersheim) (* 1749 in Zood (Sadu), Siebenbürgen; † 16. März 1815 in Hermannstadt) war ein rumänischer Ophthalmologe und Schriftsteller. Sein Vater war der Pfarrer Ioan Piuariu (Popa Tunsu).

## Augenarzt
Ein griechischer Arzt brachte ihm die ersten rudimentären Kenntnisse der Augenheilkunde bei und 1768, als 19-Jähriger, begann er seine Kenntnisse anzuwenden. Er studierte Medizin in Hermannstadt und 1773/74 in Wien, wo er seinen Magister erwarb (und sich 1777/78 weiterbildete). Dazwischen arbeitete er als Lehrer und Arzt am Ersten Rumänisch-Banater-Grenzregiment. 1777 wurde er Landesaugenarzt in Hermannstadt und 1791 Professor der Augenheilkunde am Akademischen Lyzeum in Klausenburg. Er war der erste rumänische diplomierte Arzt. Seine 1793 gedruckte Anfangsvorlesung war der Anfang der rumänischen medizinischen Literatur.
Der Siebenbürger Medizinhistoriker Valeriu Lucian Bologa (1892–1971) beschäftigte sich in mehreren Publikationen mit Ioan Piuariu-Molnar.

## Politiker und Lehrer
1784 beauftragte die Regierung ihn mit der Führung der Friedensverhandlungen mit den von Horea geführten Aufständischen. Er entwarf einen Plan zur Reorganisation und Vermehrung der rumänisch-orthodoxen Schulen.

## Aufklärer und Publizist
Er war Freimaurer, von den Idealen der Französischen Revolution begeistert und versuchte die Ideen der Aufklärung zu realisieren. 1791 war er Mitverfasser der Petition Supplex Libellus Valachorum. Er schuf auch das erste praktisch-wirtschaftliche Werk in rumänischer Sprache. Er übersetzte u. a. historische Werke und ließ auf eigene Kosten für die Rumänen kirchliche Bücher drucken.
Ab 1789 suchte er um das Privilegium zur Herausgabe einer an die Bauern gerichteten Zeitung in rumänischer Sprache an. Mit praktischen Ratschlägen sollten die Bauern in ihrem Fleiß angespornt und in moralischer Hinsicht erzogen werden. Obwohl Molnar das angestrebte Privileg erhielt, konnte die Zeitung nicht erscheinen, da die Post die Gratisbeförderung verweigerte und er nicht über genügend Kapital verfügte. Eventuell war 1791 eine Nummer erschienen. Sein Versuch, mit dem Banater Rumänen Paul Iorgovici (1764–1808) in Wien eine Zeitung herauszugeben blieb ebenfalls erfolglos. Weitere Versuche unternahm er 1793 und 1795, aber 1794 wurde sein Ansuchen um Erneuerung des Zeitungsprivilegiums mit Hinweis auf die Ereignisse in Frankreich abgewiesen.

## Unternehmer
1800 gründete er in Zood eine Tuchfabrik, für die er 1811 ein Privileg erhielt.

## Werke
- Economia stupilor (Die Wirtschaft der Bienenstöcke); 1785; zweite, mit prakt. Beispielen erweiterte Auflag in 1808
- Deutsch-walachische Sprachlehre; 1788
- Paraenesis ad auditores chyrurgiae in Lyceo Regio Academico Claudiopolitano; 1793
- Sfătuire către studenții în chirurgie - (1793)
- Supplex Libellus Valachorum-  (1791)
- Retorica, adica învațătura și întocmirea frumoasei cuvântări (Rhetorik, d. h. die Lehre von der schönen Satzstellung); 1798; neu herausgegeben von Aurel Sasu in 1976
- Vocabularium nemtesc si romanesc (Dt.-walachisches Wörterbüchlein); 1822